# منطقه حفاظت‌شده رودخانه کرج
منطقهٔ حفاظت‌شدهٔ رودخانه کرج یک منطقهٔ حفاظت‌شده با مساحت ۸۴۶۷ هکتار است که در استان البرز در ایران قرار دارد. این منطقهٔ حفاظت‌شده طبق مصوبهٔ شمارهٔ ۱ در تاریخ ۱۳۴۶/۷/۰۶ در فهرست مناطق تحت حفاظت سازمان محیط زیست ایران قرار گرفت.